# Långbent piplärka
Långbent piplärka (Anthus pallidiventris) är en fågel i familjen ärlor inom ordningen tättingar.

## Utseende och läte
Långbent piplärka gör skäl för sitt namn med sina styltaktiga ben och högresta kropp. Även näbben är relativt lång. Vidare har den ett tydligt mustaschstreck och begränsad streckning på bröstet. Fjäderdräkten är genomgående olivgrå, med ostreckad rygg. Under sommarmånaderna är fågeln den enda piplärkan i sitt utbredningsområde. Vintertid kan den beblanda sig med andra, men urskiljs lätt genom de mycket långa benen, begränsade streckningen på bröstet och den ostreckade ryggen. Sången består av ett upprepat "tit-tidii" och bland lätena hörs ett "psip" som kontaktläte, hesa "ptic-ptic" och i flykten ett "poui-titit".

## Utbredning och systematik
Långbent piplärka delas in i två underarter med följande utbredning:
- Anthus pallidiventris pallidiventris – förekommer från Kamerun och Ekvatorialguinea till Gabon och nordvästra Angola
- Anthus pallidiventris esobe – förekommer i centrala Kongo-Kinshasa (övre Kongofloden)

## Levnadssätt
Långbent piplärka hittas i naturliga gräsmarker, men även i betesmarker, odlingsbygd, flygfält och i bara områden runt byar och städer. Födan består av små gräshoppor och andra flygande insekter, men även spindlar. Den födosöker på marken, men kan också hoppa upp för att fånga flygande insekter. Fågeln går och springer med upprätt hållning. konstakt vippande på stjärten.

## Status
Arten har ett stort utbredningsområde och beståndet anses vara stabilt. Internationella naturvårdsunionen IUCN listar den därför som livskraftig (LC).